# N-bromsukcinimid
N-Bromsukcinimid (zkratka NBS) je používán jako bromační činidlo v organické chemii. Používá se při bromování látek, které by se při bromaci elementárním bromem mohly rozložit, případně by jinak nevhodně reagovaly. S N-bromsukcinimidem se také mnohem bezpečněji manipuluje než s elementárním bromem.

## Příprava
N-Bromsukcinimid je komerčně dostupný, laboratorně ho lze připravit přiléváním roztoku bromu a hydroxidu sodného do ledového vodného roztoku sukcinimidu.